# アイ・オブ・ザ・ビホルダー
『アイ・オブ・ザ・ビホルダー』 (Eye of the Beholder) は、1991年にアメリカ合衆国のStrategic Simulations, Inc.から発売されたPC/AT互換機用ロールプレイングゲーム。
主人公であるパーティ一向を操作し、大魔法使いケルベンのお告げによって発覚した都市の地下より迫りくる邪悪な存在を捜索する事を目的としている。ゲームシステムおよび世界設定はテーブルトークRPG『アドバンスト・ダンジョンズ&ドラゴンズ第2版』（1989年）をベースにしている。画面は3D形式で表示され、ゲーム中はリアルタイムで時間が進行していく他、戦闘以外にも様々な指示を与えられる自由度の高いシステムを特徴としている。
開発はアメリカ合衆国のWestwood Studiosが行い、開発ディレクターはパソコン用ソフト『DragonStrike』（1990年）を手掛けたブルット・W・スペリー、プログラムはNES用ソフト『A Nightmare on Elm Street』（1989年）を手掛けたフィリップ・W・ゴロー、音楽はパソコン用ソフト『Mars Saga』（1988年）を手掛けたポール・S・ムードラが担当している。
同年にAmigaに移植された他、日本ではポニーキャニオンによりPC-9800シリーズとメガCD、カプコンによりスーパーファミコンに移植された。メガCD版の音楽は『ベア・ナックルシリーズ』（1991年 - 1994年）の古代祐三・川島基宏が、効果音を崎元仁が担当している。元々のPC版がマウス操作を前提に作られているため、スーパーファミコン版はスーパーファミコン・マウスに、メガCD版はセガマウスにそれぞれ対応していた。
後に続編となる『アイ・オブ・ザ・ビホルダーII ザ・レジェンド・オブ・ダークムーン』（1991年）、『アイ・オブ・ザ・ビホルダーIII アサルト・オン・ミス・ドラナー』（1993年）が発売された（後述）。また、日本国外では「DOS/V」版（英語版）の3部作を合わせたものがトリロジー版としてCD-ROMで発売されていた。

## ゲーム内容
画面は3Dビュー形式で表示される。敵はマップ上の特定の位置にあらかじめ存在するか、マップ上の特定のエリアをワンダリングしている。ゲーム中はキーボードおよびマウスにより、戦闘以外にも様々な行動をとることができる。
ゲームはターン性で進行し、移動と戦闘も区別されない。また、ターン性ではあるが、自身が行動しなくても敵が行動したりするなど、疑似リアルタイムに近い。以上のような操作感覚は『ダンジョンマスター』に似ている。ただし、休息を取るタイミングでないと呪文を記憶できないなど、D&Dのフォーマットは継承されている。
パーティは4人のプレイヤーキャラクターと2人のNPCで構成される。

## ストーリー
フォーゴトン・レルムの都市ウォーターディープの大魔法使い“黒き杖”ケルベンは、邪悪な存在が都市の地下より迫りつつあることを領主である“パラディン”ピアジェイロンに警告する。その領主に雇われたパーティ一行は、下水道に潜り地下の探索を行うこととなる。

## 移植版
| No. | タイトル                        | 発売日                             | 対応機種                | 開発元           | 発売元                                | メディア                                              | 型式                 | 備考 |
| --- | ------------------------------- | ---------------------------------- | ----------------------- | ---------------- | ------------------------------------- | ----------------------------------------------------- | -------------------- | ---- |
| 1   | Eye of the Beholder             | 1991年                             | Amiga                   | Westwood Studios | Strategic Simulations, Inc. U.S. Gold | 5インチフロッピーディスク                             | -                    |      |
| 2   | アイ・オブ・ザ・ビホルダー      | 1992年6月18日                      | PC-9801                 | オペラハウス     | ポニーキャニオン                      | 3.5インチフロッピーディスク 5インチフロッピーディスク | -                    |      |
| 3   | アイ・オブ・ザ・ビホルダー      | 1994年3月18日 1994年4月            | スーパーファミコン      | カプコン         | カプコン                              | ロムカセット                                          | SHVC-IB SNS-IB-USA   |      |
| 4   | アイ・オブ・ザ・ビホルダー      | 1994年4月22日 1994年8月 1994年12月 | メガCD                  | オペラハウス     | ポニーキャニオン セガ FCI             | CD-ROM                                                | T-75014 4655 4655-50 |      |
| 5   | Eye of the Beholder I, II & III | 1995年                             | PC/AT互換機             | Westwood Studios | Strategic Simulations, Inc.           | CD-ROM                                                | -                    |      |
| 6   | Eye of the Beholder I, II & III | INT 2015年8月20日                  | Linux Macintosh Windows | Westwood Studios | GOG Limited                           | ダウンロード (GOG.com)                                | -                    |      |

## スタッフ
PC/AT互換機版
- Westwood Associates
  - 開発ディレクター：ブルット・W・スペリー（英語版）
  - ゲーム・デザイン：フィリップ・W・ゴロー、イーディ・ララモア、ポール・S・ムードラ、ジョセフ・ボスティック
  - オリジナル・プログラミング：フィリップ・W・ゴロー
  - Amigaプログラミング：ビル・ストークス
  - グラフィック：リック・パークス、アーロン・E・パウエル、ジョセフ・B・ヒューイット4世
  - 音楽、効果音：ポール・S・ムードラ
  - ライター：イーディ・ララモア
  - プレイテスティング：グレン・スペリー
  - ルールブック・ライター：マーク・クラム、マイケル・レッグ、イーディ・ララモア

- Strategic Simulations
  - ゲーム開発：ジョージ・マクドナルド
  - 開発サポート：デヴィッド・A・ルッカ、リック・E・ホワイト
  - マニュアル：リチャード・ウィルソン
  - プレイテスティング：マイケル・H・ギルマーティン、サイラス・G・ハリス、ジョン・カーク、アラン・マレンコ、ジェフリー・ショットウェル、ラリー・ステファン・ウェバー、ジェームス・ヤング、ジョン・C・ブークホルト
  - スペシャル・IBM・テスティング：Top Star Computer Services
  - 追加Amigaプレイテスティング：マイケル・サイレン、マーク・ホール
  - アート、グラフィック・デザイン、DTP：ピーター・ガスコイル (Louis Saekow Design)
  - プリプレス・プロダクション：カーク・ニコルス (Louis Saekow Design)、レイ・ガルシア (Louis Saekow Design)
  - プリンティング：American Lithographers
  - ルールブック・ライター：ジョージ・マクドナルド、リチャード・ウィルソン

スーパーファミコン版
- イントロ、キャラクター・ジェネレーション音楽：ポール・S・ムードラ
- カプコン・ロゴ音楽：藤田靖明
- 音楽：西村達也

メガCD版
- プロデューサー：鵜飼泰隆、一ノ関誠
- テクニカル・サポート：藤原博之、三木暁
- グラフィック：郡司篤宏、赤木広司、たかぎけん、水谷康昭、さとうさえこ、よしむらきよと
- ゲーム・デザイン：郡司篤宏、ふるやまさあき
- 音楽：古代祐三[1]、川島基宏
- 効果音：YMO H.S（崎元仁）
- ビジュアル：一ノ関誠、よしむらきよと、おがさわらようこ
- サウンド・エディット：おはらひでふみ、よしだけいいち、よしむらきよと

## 評価
スーパーファミコン版
- ゲーム誌『ファミコン通信』の「クロスレビュー」では、6・6・5・7の合計24点（満40点）[5]、『メガドライブFAN』の読者投票による「ゲーム通信簿」での評価は以下の通りとなっており、18.6点（満30点）となっている[12]。

| 項目 | キャラクタ | 音楽 | お買得度 | 操作性 | 熱中度 | オリジナリティ | 総合 |
| 得点 | 3.3        | 3.0  | 3.1      | 2.9    | 3.1    | 3.1            | 18.6 |

メガCD版
- ゲーム誌『ファミコン通信』の「クロスレビュー」では、7・8・7・6の合計28点（満40点）[6]、『メガドライブFAN』の読者投票による「ゲーム通信簿」での評価は以下の通りとなっており、21.6点（満30点）となっている[13]。

| 項目 | キャラクタ | 音楽 | お買得度 | 操作性 | 熱中度 | オリジナリティ | 総合 |
| 得点 | 3.3        | 3.6  | 3.8      | 3.6    | 3.9    | 3.4            | 21.5 |

- ゲーム本『メガドライブ大全』（2004年、太田出版）では、本作が『ダンジョンズ&ドラゴンズ』のシステムに準拠した作品である事を指摘した上で、テーブルトークRPGのコアなファンであれば馴染みの呪文やアイテムがあるため「設定を楽しんだりできるはずだ」と背景設定に関して肯定的に評価、また登場するモンスターも『ダンジョンズ&ドラゴンズ』に準拠している点を指摘した[14]。

## アイ・オブ・ザ・ビホルダーII
『アイ・オブ・ザ・ビホルダーII ザ・レジェンド・オブ・ダークムーン』 (Eye of the Beholder II: The Legend of Darkmoon) は、1991年12月にアメリカ合衆国のStrategic Simulations, Inc.から発売されたPC/AT互換機用ロールプレイングゲーム。
同社の『アイ・オブ・ザ・ビホルダー』（1991年）の続編。前作にて地下での捜索を終えたパーティに対し、ケルベンから街外れにあるダークムーンと呼ばれる寺院から邪悪な気配が感じられるため調査せよという新たな依頼状が届いた事により、今度はパーティ一向が寺院を捜索する旅に出るという内容。ゲームエンジンは前作のバージョンアップ版を使用している。前作がダンジョンの探索であったのに加え、今作では野外や建物内なども歩き回るようになった。
開発はアメリカ合衆国のWestwood Studiosが行い、前作からスタッフを引き継ぐ形でディレクターはブルット・W・スペリー、プログラムはフィリップ・W・ゴローが担当、音楽はパソコン用ソフト『The Legend of Kyrandia: Fables and Fiends』（1992年）を手掛けたフランク・クルパッキーが担当している。

### ストーリー
ウォーターディープ地下での冒険を終えたパーティが宿屋に戻ると、“黒き杖”ケルベンから新たな依頼状が届く。街外れにあるダークムーンと呼ばれる寺院に邪悪な気配を感じ、１人の斥候を向かわせたが行方不明となってしまったという。パーティは斥候の救出と寺院の探索を命じられ、その寺院の近くにテレポートする事となる。

### 移植版
| No. | タイトル                                       | 発売日            | 対応機種                | 開発元           | 発売元                      | メディア                  | 型式    | 備考 |
| --- | ---------------------------------------------- | ----------------- | ----------------------- | ---------------- | --------------------------- | ------------------------- | ------- | ---- |
| 1   | Eye of the Beholder II: The Legend of Darkmoon | 1992年            | Amiga                   | Westwood Studios | Strategic Simulations, Inc. | フロッピーディスク        | -       |      |
| 2   | アイ・オブ・ザ・ビホルダーII                   | 1993年11月1日     | FM-TOWNS                | サイベル         | アローマイクロテックス      | CD-ROM                    | HME-201 |      |
| 3   | アイ・オブ・ザ・ビホルダーII                   | 1993年11月19日    | PC-9801                 | Westwood Studios | カプコン                    | 5インチフロッピーディスク | -       |      |
| 4   | Eye of the Beholder I, II & III                | 1995年            | PC/AT互換機             | Westwood Studios | Strategic Simulations, Inc. | CD-ROM                    | -       |      |
| 5   | Eye of the Beholder I, II & III                | INT 2015年8月20日 | Linux Macintosh Windows | Westwood Studios | GOG Limited                 | ダウンロード (GOG.com)    | -       |      |

### スタッフ
- Westwood Associates
  - デザイン：ポール・S・ムードラ、ブルット・W・スペリー（英語版）、ビル・ストークス
  - リード・プログラミング：フィリップ・W・ゴロー
  - 音楽：フランク・クルパッキー（英語版）
  - サウンド：ポール・S・ムードラ、ドワイト・ケンイチ・オカハラ
  - レベル・プログラマー、Amigaプログラマー：ビル・ストークス
  - ディレクター：ブルット・W・スペリー
  - オリジナル・コンセプト：フィリップ・W・ゴロー、ブルット・W・スペリー
  - イントロ&フィナーレ：ジョセフ・ボスティック
  - アート&グラフィックス：ジョセフ・B・ヒューイット4世、ルイーズ・サンドヴァル、ジュディス・ピーターソン、レン・オルセン、リック・パークス、アーロン・E・パウエル
  - ライター：マーク・クラム
  - スペシャル・サンクス：ザナザー・ザ・ビホルダー、マイクス・キャット・スパーキー、チャールズ・J・クレイゲルJr.
  - 品質保証：グレン・スペリー

- Strategic Simulations
  - プログラミング：ニコラス・ベライエフ
  - プロデューサー：ダニエル・セルマク
  - サポート：キム・ゴイヤー

## アイ・オブ・ザ・ビホルダーIII
『アイ・オブ・ザ・ビホルダーⅢ』 (Eye of the Beholder III: Assault on Myth Drannor) は、1993年にアメリカ合衆国のStrategic Simulations, Inc.から発売されたロールプレイングゲーム。
同社の『アイ・オブ・ザ・ビホルダーII ザ・レジェンド・オブ・ダークムーン』（1991年）の続編。ダークムーン寺院での捜索を終えたパーティに対し、酒場にいた妖しげな男によってウォーターディープから遠く離れた場所にあるミス・ドラナーという廃都がAcwellanというリッチによって支配されているという情報がもたらされ、ミス・ドラナーを救う旅に出るという内容。ゲームエンジンは2作目の更なるバージョンアップ版である。
前2作のWestwood Studiosに代わり、今作ではStrategic Simulations, Inc.が開発している。プロデューサーはパソコン用ソフト『Veil of Darkness：』（1993年）を手掛けたニコラス・ベライエフ、プログラムはパソコン用ソフト『Ultima VI: The False Prophet』（1990年）を手掛けたジョン・マイルスが担当している。
前2作はタイトル通り、敵モンスターとしてビホルダーが登場するが、今作ではタイトルに反してビホルダーが登場しない。

### ストーリー
ダークムーン寺院の冒険を終え、酒場で武勇伝を語るパーティに妖しげな男が近づく。彼によると、ウォーターディープから遠く離れた森にMyth Drannorという廃都があり、Acwellanという忌まわしいリッチに支配されている。ついては、そのリッチから、とあるアーティファクトを取り戻してMyth Drannorを救ってほしいという。依頼を引き受けたパーティはMyth Drannorの街外れの墓地にテレポートされる。

### 移植版
| No. | タイトル                                                     | 発売日            | 対応機種                | 開発元                      | 発売元                      | メディア                  | 型式 | 備考 |
| --- | ------------------------------------------------------------ | ----------------- | ----------------------- | --------------------------- | --------------------------- | ------------------------- | ---- | ---- |
| 1   | アイ・オブ・ザ・ビホルダーIII アサルト・オン・ミス・ドラナー | 1994年11月30日    | PC-9801                 | Strategic Simulations, Inc. | ビング                      | 5インチフロッピーディスク | -    |      |
| 2   | アイ・オブ・ザ・ビホルダーIII アサルト・オン・ミス・ドラナー | 1995年            | FM-TOWNS                | Strategic Simulations, Inc. | ビング                      | CD-ROM                    | -    |      |
| 3   | Eye of the Beholder I, II & III                              | 1995年            | PC/AT互換機             | Westwood Studios            | Strategic Simulations, Inc. | CD-ROM                    | -    |      |
| 4   | Eye of the Beholder I, II & III                              | INT 2015年8月20日 | Linux Macintosh Windows | Westwood Studios            | GOG Limited                 | ダウンロード (GOG.com)    | -    |      |

### スタッフ
- ショートストーリー "Moonrise over Myth Drannor"：エド・グリーンウッド
- ルールブック・ライター：アイリーン・マツミ
- コントリビューティング・ルールブック・ライター&エディット：アル・ブラウン、アンドレ・ヴリニョ
- コントリビューティング・エディター：キム・ゴイヤー
- ルールブック・バックグラウンド・インフォメーション：デヴィッド・A・ルッカ、ジョージ・マクドナルド、アイリーン・マツミ、リチャード・ウィルソン
- プロデューサー：ニコラス・ベライエフ
- アソシエイト・プロデューサー：デヴィッド・A・ルッカ
- リード・プログラミング、エンジン・デザイナー：ジョン・マイルス
- アシスタント・プログラミング：キャシー・ベイレス、マイケル・コースター
- スクリプター：クリス・カー、ジョン・カーク、ブライアン・ロー
- アート・コーディネーション：モーリン・スターキー、トム・ウォール
- アーティスト：モーリー・マニング、リチャード・ペイン、シャオウェイ・リュー、ジョン・シュー
- アニメーター：ジャスティン・R・チン、ピーター・デイヴィス、ドナルド・ワン
- 音楽、効果音：メイソン・B・フィッシャー、ブライアン・ロー、マイケル・プロバンス、ラルフ・トーマス
- スペシャル・サンクス：ジェームス・M・ワード
- サンクス：マーク・ホール
- グラフィック・デザイン、DTP：Louis Saekow Design、デヴィッド・ブードロー、リーダラ・シアーズ
- プリンティング：BANTA ISG